# 石井昌平
石井 昌平（いしい しょうへい、1964年〈昭和39年〉7月18日 - ）は、日本の運輸・国土交通官僚。

## 来歴
東京都出身。麻布中学・高校時代は塩路悦朗とともに地歴部に所属。東京大学法学部卒業後、1988年（昭和63年）、運輸省へ入省。
入省後、海上保安庁警備救難部国際刑事課長、国土交通省大臣官房参事官（総合政策局）、国土交通省総合政策局公共交通政策部参事官（総合交通担当）、鉄道局幹線鉄道課長、総合政策局政策課長、海上保安庁総務部政務課長などを歴任。
海上保安庁警備救難部国際刑事課長在任時には、ソマリア沖で頻出した海賊の対策として海上保安官を派遣。自衛隊と長期間に渡って連携した行動はこれが初めてのことであったため、「派遣前は不安だらけで、帰港を出迎えた時には涙が止まらなかった」と述懐している。
2017年（平成29年）7月7日、第五管区海上保安本部長に就任。
2018年（平成30年）7月31日、鉄道局次長に就任。
2019年（令和元年）7月9日、国土交通省総合政策局次長に就任。
2020年（令和2年）7月21日、海上保安庁次長に就任。
2022年（令和4年）6月28日、海上保安庁長官に就任。
2024年（令和6年）7月1日、海上保安庁長官を退任。